# El camarón encantado
El camarón encantado és un conte de fades extret de la revista infantil La Edad de Oro de José Martí (1853-1895). Pertany al tercer número d'aquesta revista publicat el setembre de 1889. El conte està clarament inspirat en la faula dels germans Grimm "Der Fischer und seine Frau" (El pescador i la seva dona). Aquest conte, com quasi tots els que han estat inspirats en els dels germans Grimm, porta implícit un marcat contingut moral; en aquest cas es pot interpretar com a moralina que l'ambició sense mesura ni respecte només porta a la destrucció de la persona i pot fer perdre-ho tot, inclús allò que realment importa.
Aquest conte va en la mateixa línia de tots els contes, històries i poemes de La Edad de Oro, que és una de les principals obres de la literatura cubana i coneguda dintre de la literatura hispànica. A Cuba és un referent pel seu valor pedagògic i de construcció moral, que encaixa amb els ideals humanistes de la Revolució cubana dels anys cinquanta del segle xx.

## Sinopsi
En Loppi, un llenyataire molt modest i pobre que viu amb la seva malhumorada dona Massicas, es troba un dia un cranc de riu màgic. Ell pretén pescar-lo per sopar però el cranc li promet que quan conjuri la fórmula "Camaroncito duro, sácame del apuro" apareixeran les menges que vulgui, tot a canvi d'haver-li perdonat la vida. L'home tot ho fa amb ànsies de satisfer la seva capritxosa dona, que, empesa per l'ambició, l'obliga a abusar de la confiança del cranc-mag: li demana robes vistoses, joies, un castell i terres, cada vegada més, sense mesura. Però al final, quan demana ser reina del món, el cranc, colèric a causa de l'avarícia de la dona, els arrabassa tot allò que els havia concedit a ella i a en Loppi. A ella, li agafa un atac d'ira que el seu cor no pot suportar i mor.